# Bironides superstes
Bironides superstes – gatunek ważki z rodziny ważkowatych (Libellulidae).